# Torbiel ujścia moczowodowo-pęcherzowego

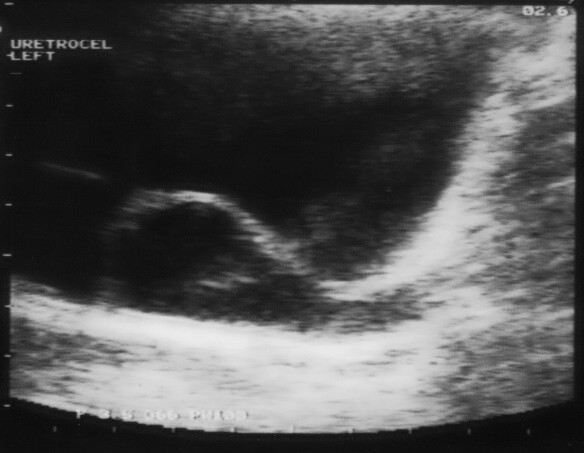
Torbiel ujścia moczowodowo-pęcherzowego

Torbiel ujścia moczowodowo-pęcherzowego (łac. ureterocoele) – wada wrodzona moczowodu polegająca na balonowatym rozdęciu jego ujścia do pęcherza moczowego.
Na zdjęciach radiologicznych końcowy odcinek moczowodu jest balonowato rozdęty a przy nasilonych objawach zwężenia moczowodu może doprowadzać do powstania wodonercza.
Do leczenia tej wady konieczny jest zabieg operacyjny.